# Cantone di Gualaquiza
Il cantone di Gualaquiza è un cantone dell'Ecuador che si trova nella provincia di Morona-Santiago.
Il capoluogo del cantone è Gualaquiza.